# Ronaldo da Costa
Ronaldo da Costa (* 7. Juni 1970 in Descoberto, Minas Gerais) ist ein brasilianischer Langstreckenläufer und ehemaliger Weltrekordhalter im Marathonlauf.
Da Costa war das jüngste von elf Geschwistern und arbeitete als Schweißer, Schneider und Töpfer, bevor er Leichtathlet wurde. Im 5000-Meter-Lauf wurde er 1993 und 1995 südamerikanischer Meister. Bei der Ibero-Amerikanischen Meisterschaft 1994 holte er Gold über 5000 m und Silber über 10.000 m. Im selben Jahr gewann er Bronze bei den Halbmarathon-Weltmeisterschaften in Oslo mit einer Zeit von 1:00:54 h und siegte beim berühmtesten Straßenlauf seines Landes, der Corrida Internacional de São Silvestre. Bei den Olympischen Spielen 1996 in Atlanta schied er im Halbfinale des 10.000-Meter-Laufs aus.
1997 wurde er bei seiner Marathon-Premiere Fünfter des Berlin-Marathons in 2:09:07 h. Ein Jahr später siegte er ebendort in 2:06:05 h und brach dabei den zehn Jahre alten Weltrekord des Äthiopiers Belayneh Dinsamo. Er war damit der erste Mensch, der einen Marathon mit einer Durchschnittsgeschwindigkeit von mehr als 20 km/h absolvierte – was dem Tempo entspricht, das Emil Zátopek bei seinem Stundenlauf-Weltrekord von 1951 hatte.
Durch Verletzungen gehandicapt, konnte da Costa nie wieder an diese Leistung anknüpfen.